# Schroederella pauliani
Schroederella pauliani är en ringmaskart som beskrevs av Laubier 1962. Schroederella pauliani ingår i släktet Schroederella och familjen Orbiniidae. Inga underarter finns listade i Catalogue of Life.